# Elizabeth Ann Scarborough
Elizabeth Ann Scarborough (ur. 23 marca 1947 w Kansas City) – amerykańska pisarka, autorka literatury fantasy i science fiction.
W 1968 ukończyła studia pielęgniarskie w Bethany Hospital School of Nursing i studia licencjackie z zakresu politologii na University of Alaska Fairbanks. Służyła jako pielęgniarka wojskowa podczas wojny wietnamskiej, po odejściu z United States Army wykonywała ten zawód w St. David's Hospital w Austin w Teksasie. W 1989 za powieść The Healer's War (opartą na własnych doświadczeniach z Wietnamu) otrzymała Nebulę.
15 czerwca 1975 poślubiła Richarda G. Kacsura. 1 stycznia 1982 para rozwiodła się. Mieszka w Port Townsend w stanie Waszyngton.

## Publikacje

### Powieści
- The Harem of Aman Akbar (1984)

seria Songs from the Seashell Archives
1. Song of Sorcery (1984)
2. The Unicorn Creed (1983)
3. Bronwyn's Bane (1983)
4. The Christening Quest (1985)
5. The Dragon, the Witch, and the Railroad (2015)

seria V. Lovelace's Guide to the Wild West
1. The Drastic Dragon of Draco, Texas (1986)
2. The Goldcamp Vampire (1987)

- The Healer's War (1988)

trylogia Songkiller
1. Phantom Banjo (1991)
2. Picking the Ballad's Bones (1991)
3. Strum Again? (1992)

seria Światło Tybetu
1. Nothing Sacred (1991; wydanie polskie Nic świętego 1997)
2. Last Refuge (1992; wydanie polskie Ostatnie schronienie 1997)

trylogia Petaybee
1. Powers That Be (1993; wraz z Anne McCaffrey)
2. Power Lines (1994; wraz z Anne McCaffrey)
3. Power Play (1992; wraz z Anne McCaffrey)

trylogia Godmother
1. The Godmother (1994)
2. The Godmother's Apprentice (1995)
3. The Godmother's Web (1998)

- Carol for Another Christmas (1996)
- The Lady in the Loch (1998)

seria Acorna (część)
- 3. Acorna's People (1999; wraz z Anne McCaffrey)
- 4. Acorna's World (1999; wraz z Anne McCaffrey)
- 5. Acorna's Search (2001; wraz z Anne McCaffrey)
- 6. Acorna's Rebels (2003; wraz z Anne McCaffrey)
- 7. Acorna's Triumph (2004; wraz z Anne McCaffrey)

seria Cleopatra
1. Channeling Cleopatra (2002)
2. Cleopatra 7.2 (2004)

trylogia Acorna Children
1. First Warning (2005; wraz z Anne McCaffrey)
2. Second Wave (2006; wraz z Anne McCaffrey)
3. Third Watch (2007; wraz z Anne McCaffrey)

trylogia Twins of Petaybee
1. Changelings (2005; wraz z Anne McCaffrey)
2. Maelstrom (2006; wraz z Anne McCaffrey)
3. Deluge (2008; wraz z Anne McCaffrey)

seria Barque Cats
1. Catalyst (2009)
2. Catacombs (2010)

### Zbiory opowiadań
- Scarborough Fair and Other Stories (2003)
- 9 Tales O' Cats (2011)
- Shifty: Nine Tales of Shape-Shifting and Transformation (2013)
- Mummies of the Motorway & Scarborough Fair: Short Stories (2014)

### Opowiadania
- The Christening Quest (excerpt) (1985)
- Milk from a Maiden's Breast (1987 – wydanie polskie w antologii Opowieści ze Świata Czarownic: 1 1998 Mleko z dziewczęcej piersi)
- An Invitation to the Great White North (1988)
- Wolf from the Door (1988)
- Bastet's Blessing (1989)
- The Queen’s Cat's Tale (1991)
- Snake Charm”: The Healer's War, Chapter 16 (1991)
- The Castle's Haunted Parking Lot (1991)
- The Dragon of Tollin (1992 – wydanie polskie w antologii W hołdzie królowi 1999 Smok z Tollin)
- Karaoke Christmas (1992)
- The Field Trip (1993)
- The Cat-Quest of Mu Mao the Magnificent (1994)
- Jean-Pierre and the Gator-Maid (1994)
- Born Again (1996)
- The Attack of the Avenging Virgins (as told by one of the Valiant Vanquished) (1998)
- Whirlwinds (1998)
- Debriefing the Warrior/Princess (1998)
- The Fatal Wager (1998)
- Wolf at the Door (1999)
- Tinkler Tam and the Body Snatchers (1999)
- The Invisible Woman's Clever Disguise (2000)
- The Mummies of the Motorway (2001)
- Long Time Coming Home (2002; wraz z Rickiem Reaserem)
- Name That Planet! (2005)
- Osama Phone Home (2007)
- Timed Release (2009)
- Hard Man to Surprise (2009)
- Gold at the End of the Rainbow (2009)
- Gold at the End of the Railroad (2009)
- Unearthing the Undying Armor (2015)
- Spam, the Spooks, and the UPS Bandit (2015)

### Nowele
- The Camelot Connection (1988)
- Robin Hood and the Witch Who Misspelled Sherwood Forest (1991)
- Candy's Wonder Cure (1993)
- A Rare Breed (1995)
- First Communion (1995)
- The Stone of War and the Nightingale's Egg (1995)
- Scarborough Fair (1996)
- Don't Go Out in Holy Underwear (1996)
- April in Aries (1997)
- The Gypsies' Curse (1997)
- Final Vows (1998)
- Soulmates (1999)
- Mrs. Myrtle Montegrande vs. the Vegetable Stalker/Slayer (1999)
- Worse Than the Curse (2000)
- Mu Mao and the Court Oracle (2001)
- Boon Companion (2002)
- The Filial Fiddler (2004)
- Jewels Beyond Price (2005)
- Cat Among the Pigeons (2005)

### Eseje
- Why I Don't Tell It Like It Is, Exactly (1988)
- About Her Novel The Healer's War (1990)
- Some Reflections on The Healer's War (1991)
- Bridging the Gulf (1992; wraz z Nevinem Prattem Jr.)
- Anne McCaffrey Appreciation (2012)
- The Dragonlady's Songs (2013)
- Megan Lindlolm by Any Other Name Still Writes Terrific Stories (2014)

### Redakcja antologii
- Space Opera (1996; wraz z Anne McCaffrey)
- Warrior Princesses (1998; wraz z Martin H. Greenberg)
- Past Lives, Present Tense (1999)
- Vampire Slayers: Stories of Those Who Dare to Take Back the Night (1999; wraz z Martin H. Greenberg)